# Goldbergsee (Ostheim)
Der Goldbergsee, auch Ostheimer See genannt, ist ein 0,165 km² großer See in einem ehemaligen Braunkohle-Tagebau und heutigen Naturschutzgebiet bei Ostheim im nordhessischen Schwalm-Eder-Kreis (Deutschland).

## Geographische Lage
Der Goldbergsee liegt in den Nordausläufern des Knüllgebirges, dem „Homberger Hochland“, zwischen den Malsfelder Ortsteilen Mosheim im Nordnordwesten, Ostheim im Nordnordosten und Sipperhausen im Südsüdosten sowie dem Homberger Ortsteil Hombergshausen im Westen und dessen Weiler Lengemannsau im Südwesten. Er liegt etwa 1 km nordöstlich der Kuppe des Goldbergs (ca. 385 m ü. NN). Durch das Tal östlich der Anhöhe, auf dem der Goldbergsee liegt, fließt die Rhünda und westlich verläuft deren Zufluss Hohlgraben.
Der See ist 0,165 km² groß und bei etwa 1,8 Millionen Kubikmeter Inhalt maximal rund 20 m tief. Er ist rund 600 m lang und etwa 380 m breit. Sein Umfang beträgt zirka 1,5 km.
Nur wenige Meter nordwestlich des Goldbergsees liegt direkt außerhalb des Naturschutzgebiets (s. u.) der etwa 4.000 m² große „Naturbadesee Ostheim“. Er ist Teil eines rund 2 ha großen Freizeitgeländes.
Am Südwestufer des Goldbergsees befindet sich die Wüstung Goningshausen.

## Beschreibung
Zwischen Ostheim und Sipperhausen wurde schon von 1840 bis 1880 Bergbau betrieben, der aber wegen Absatzmangel eingestellt wurde. Von 1972 bis 1989 wurden in der Gegend des heutigen Goldbergsees im Tagebau Ostheim der PreussenElektra auf insgesamt etwa 46 ha Fläche rund 7,3 Mio. m³ Erdabraum bewegt, aus dem für das Kraftwerk Borken knapp 2,4 Mio. m³ Braunkohle gefördert wurden. Danach entstand der See im aufgelassenen und renaturierten Tagebau. Im Rahmen der Umgestaltungsmaßnahmen wurden auch Flächen zur landwirtschaftlichen Nutzung eingerichtet.

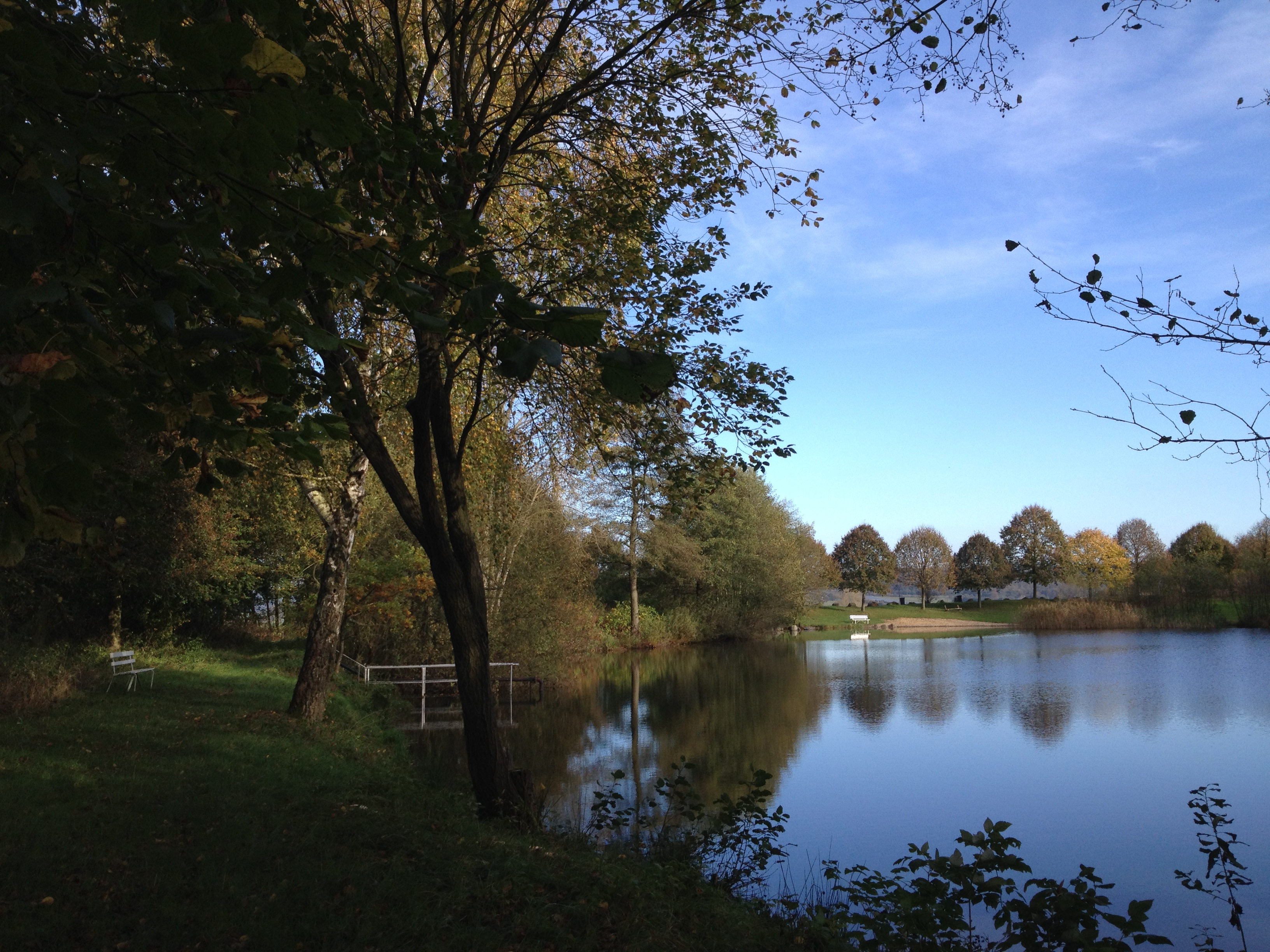
Naturbadesee Ostheim

Der See ist Teil des Naturschutzgebiets (NSG) Goldbergsee (NSG-Nr. 163274), das im Jahr 1991 von der Oberen Naturschutzbehörde des Regierungspräsidiums Kassel ausgewiesen wurde und etwa 36 ha (anderen Angaben zufolge 37 ha) groß ist. Die Renaturierungsarbeiten endeten 1994. Die Natur bleibt sich selbst überlassen, und es besteht ein natürlicher Pflanzenwuchs (Sukzession) mit zahlreichen heimischen Pflanzengesellschaften. Viele Wasser- und Zugvögel sowie andere heimische Tierarten nutzen den See und seine Umgebung als Brut- und Rastplatz sowie Ort der Nahrungssuche. Im See gibt es drei Schwimminseln. Um ihn herum verläuft etwa am NSG-Rand ein zirka 2,7 km langer Rundweg, von dem Beobachtungen von Natur- und Gewässerflächen möglich sind. An diesem Weg gibt es am NSG-Südrand in der Gemarkung Sipperhausen seit dem Jahr 2000 eine zwischen Büschen und Bäumen stehende Beobachtungshütte mit Informationstafeln.
Der Goldbergsee wird von unterirdischen Quellen und Hangquellen des Goldbergs gespeist und versorgt den benachbarten Badesee durch einen Überlauf ständig mit Wasser, und auch der Badesee hat einen Überlauf, so dass zwischen beiden Seen ein ständiger Wasseraustausch stattfindet. Vom Badesee besteht zudem ein Überlauf zum Hohlgraben, der in die Rhünda entwässert. Dieser Austausch, und weil nur eine geringe über das Grundwasser hereingetragene Belastung aus Sedimenten, Nährstoffen und Abwässern vorliegt, sorgt für eine gute Wasserqualität. Die Hessische Landesanstalt für Umwelt stufte die Wasserqualität in die Gewässergüteklasse 1 (anthropogen unbelastet) ein.

## Verkehrsanbindung
Etwas östlich vorbei am Goldbergsee verläuft die Landesstraße 3428 (Sipperhausen–Ostheim), die durch Ostheim führt und dann auf die etwas westlich verlaufende L 3224 (Lengemannsau–Ostheim) stößt. Letztere trifft nordöstlich des Dorfs an der nahen Anschlussstelle Malsfeld auf die Bundesautobahn 7. Ein von der L 3224 zu erreichender Parkplatz befindet sich am Naturbadesee Ostheim.